# Воррен (округ, Міссісіпі)
Шаблон:StateAbbr_ 32°22′ пн. ш. 90°51′ зх. д. / 32.36° пн. ш. 90.85° зх. д.
Округ  Воррен (англ. Warren County) — округ (графство) у штаті Міссісіпі, США. Ідентифікатор округу 28149.

## Історія
Округ утворений 1809 року.

## Демографія
За даними перепису 
2000 року 
загальне населення округу становило 49644 осіб, зокрема міського населення було 31009, а сільського — 18635.
Серед мешканців округу чоловіків було 23275, а жінок — 26369. В окрузі було 18756 домогосподарств, 13220 родин, які мешкали в 20789 будинках.
Середній розмір родини становив 3,14.
Віковий розподіл населення поданий у таблиці:
| Стать    | До 15 років | 15-21 | 22-29 | 30-39 | 40-49 | 50-65 | 65-85 | Понад 85 |
| -------- | ----------- | ----- | ----- | ----- | ----- | ----- | ----- | -------- |
| Чоловіки | 5803        | 2501  | 2363  | 3204  | 3682  | 3497  | 1989  | 236      |
| Жінки    | 5887        | 2639  | 2684  | 3633  | 4090  | 3873  | 3027  | 536      |

## Суміжні округи
- Іссаквена — північ
- Язу — північний схід
- Гіндс — схід
- Клейборн — південь
- Тенсас, Луїзіана — південний захід
- Медісон, Луїзіана — захід

## Виноски
1. ↑  U.S. Decennial Census. United States Census Bureau. Архів оригіналу за 4 квітня 2018. Процитовано 8 листопада 2014.
2. ↑  Historical Census Browser. University of Virginia Library. Архів оригіналу за 11 серпня 2012. Процитовано 8 листопада 2014.
3. ↑  Population of Counties by Decennial Census: 1900 to 1990. United States Census Bureau. Архів оригіналу за 28 грудня 2014. Процитовано 8 листопада 2014.
4. ↑  Census 2000 PHC-T-4. Ranking Tables for Counties: 1990 and 2000 (PDF). United States Census Bureau. Архів оригіналу (PDF) за 18 грудня 2014. Процитовано 8 листопада 2014.
5. ↑  State & County QuickFacts. United States Census Bureau. Архів оригіналу за 22 липня 2011. Процитовано 7 вересня 2013.(англ.) Наведено за англійською вікіпедією.
6. ↑  American FactFinder. Бюро перепису населення США. Архів оригіналу за 26 лютого 2012. Процитовано 31 січня 2008.

| США | Це незавершена стаття з географії США. Ви можете допомогти проєкту, виправивши або дописавши її. |